# Duxford
Duxford är en ort och civil parish i South Cambridgeshire, som tillhör Cambridgeshire i England. Orten hade 2 099 invånare 2011, på en yta av 0,95 km².